# Џон Грејс (политичар)
Џон Грејс (16. новембар 1886 - 8. децембар 1972) је био британски политичар Конзервативне странке. Седео је у дому 1920. године.

## Политичка каријера
На општим изборима 1924, Грејс је изабран за члана парламента на Виралној подели Чешира, победивши члана либералне партије Стефана Рокбија Додса. Он је поново изабран 1929. године, и остаје на тој позицији док није отишао из парламента на општим изборима 1931. године..